# Otodus obliquus
Otodus obliquus es una especie extinta de elasmobranquio lamniforme de la familia Otodontidae, de gran tamaño, que vivió durante el Paleoceno y el Mioceno, hace entre 65 y 13 millones de años.

## Taxonomía
Otodus obliquus fue clasificado originalmente en 1835 por Louis Agassiz como un tiburón del género Lamna, es decir: Lamna obliqua. Sin embargo, en 1843 revisó los fósiles y los reclasificó en un nuevo género: Otodus, y en una nueva familia llamada Otodontidae.
Cappeta en 1960 reconoció que O. obliquus pertenecía al mismo linaje que megalodon, por lo que alineó las especies: O. obliquus - C. auriculatus - C. angustidens - C. chubutensis y finalmente para C. megalodon en dos géneros extintos: Otodus y Carcharocles. Sin embargo, en 2019, Víctor Pérez reclasificó a Carcharocles como un género inválido y como sinónimo objetivo de Otodus.

### Fisiología

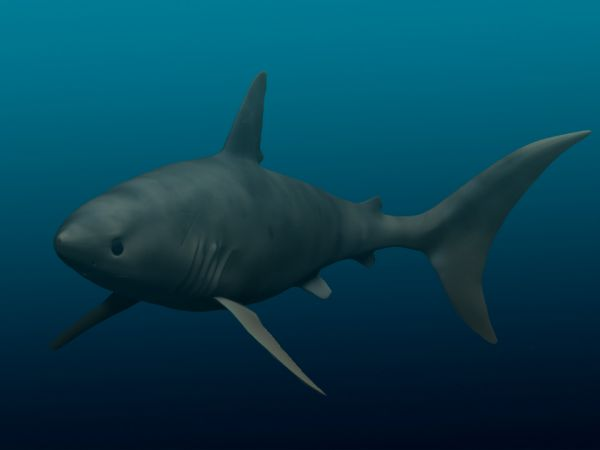
Reconstrución de Otodus.

La especie es conocida por sus dientes fósiles y vértebras centrales fosilizadas. Como en todos los elasmobranquios, el esqueleto de Otodus se componía de cartílago y no hueso, por lo que difícilmente fosilizan. Sus dientes, sin embargo, son encontrados en relativamente altas densidades en el lecho fósil de Marruecos. Miden hasta 10 cm de largo, son triangulares, con la cúspide en divergencia lateral, sugiriendo que la dieta de Otodus probablemente consistiera de mamíferos marinos, peces, y otros tiburones.
Otodus obliquus es, según muchos paleontólogos,[cita requerida] el ancestro original del más grande tiburón depredador que ha existido, Otodus megalodon. Hay, sin embargo, otra escuela de pensamiento que sugiere que O. megalodon fue en realidad descendiente de Carcharodon orientalis (también conocido como Paleocarcharodon orientalis) y este sería el predecesor de los modernos tiburones blancos Carcharodon carcharias. Aunque el argumento de ambos puntos de vista es atractivo, la evidencia muestra suficientes debilidades para justificar la precaución en la clasificación de O. megalodon en el mismo género que el tiburón blanco moderno (es decir, Carcharodon) y, por lo tanto, ha sido reclasificado recientemente, para reflejar las pruebas de montaje que Otodus obliquus probablemente fue el antepasado de O. megalodon.

## Tamaño
Se cree que O. obliquus era una especie de tiburón de gran tamaño, que se estima que medía entre 9 y 12 metros (30-39 ft) de largo y pesaba 15 toneladas. Lo que lo hace comparable al tiburón ballena (Rhincodon typus). Este tamaño está basado en el actual gran tiburón blanco, su primo. Sin embargo, estas dos especies no están relacionadas, lo que significa que O. obliquus podría haber sido incluso más grande.
Se cree que según estudios, O. obliquus alcanzó la madurez sexual a los 25 años, con unos 4 metros de largo, mostrando un crecimiento lento y comparable al actual tiburón ballena (Rhincodon typus).

## Subespécies
- Otodus obliquus mugodzharicus (Zhelezko in Zhelezko & Kozlov, 1999) - Fósiles encontrados en Kazajstán do Eoceno inferior, en lo que hoy es Asia. Tiene el mismo tamaño que el extinto tiburón Cretoxyrhina.
- Otodus obliquus ajatensis (Zhelezko in Zhelezko & Kozlov, 1999) - Sus fósiles se encuentran en Asia Central do Eoceno.
- Otodus obliquus minor (Leriche, 1906)[7] - Fósiles fragmentados del período Eoceno.
- Otodus obliquus corbaricus (Leriche, 1936) - Sus fósiles se encuentran en Europa, França do Eoceno, Oligoceno y Mioceno.